# Juan Luis Galiardo
Juan Luis Galiardo Comes (né le 2 mars 1940 à San Roque et mort le 22 juin 2012 à Madrid) est un acteur espagnol.

## Filmographie
- 1968 : Le Commando du sergent Blynn de León Klimovsky : Rob Master
- 1971 : Deux Mâles pour Alexa (Fieras sin jaula) de Juan Logar : Pietro
- 1972 : Les Proxénètes (Ettore lo fusto) de Enzo G. Castellari : Pâris le Fortiche
- 1972 : Alta tensión de Julio Buchs : José
- 1979 : Le Jour des assassins (Day of the Assassin) de Brian Trenchard-Smith et Carlos Vasallo : Vasilenko
- 1988 : Soldadito español d'Antonio Giménez-Rico

## Récompenses
- 2000 : Prix Goya du meilleur acteur